# Yaşmak

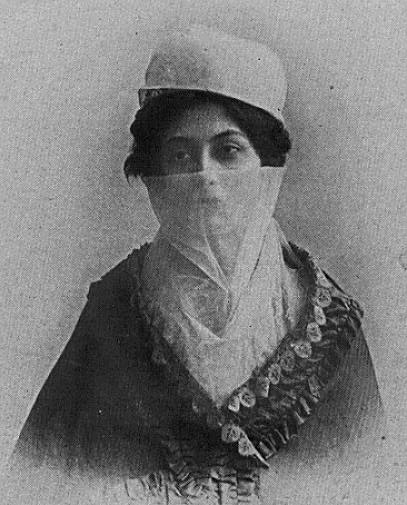
Yaşmak, getragen von Halide Edib Adıvar

Ein Yaşmak (türkisch für Schleier) ist ein türkischer dünner weißer Kopfschleier oder Niqab, der nur die Augen freilässt. Er wird von einigen muslimischen Frauen genutzt, um das Gesicht in der Öffentlichkeit zu verhüllen.
Heute ist das Kleidungsstück in der Türkei nahezu vollständig außer Gebrauch, während es über das ganze 19. Jahrhundert sehr stark in Mode war, besonders in der städtischen Gesellschaft. Es gibt praktisch keinen längeren Reisebericht in einer westlichen Sprache, der nicht an der einen oder anderen Stelle den Yaşmak erwähnt oder beschreibt.

## Beschreibung
Im Gegensatz zu einem gewöhnlichen Schleier beinhaltet der Yaşmak einen Schleier für den Kopf und einen Gesichtsschleier. Folglich besteht er aus zwei Teilen aus Musselin, eins wird unter der Nase um das Gesicht gebunden, das andere um die Stirn gebunden und über den Kopf gelegt.
Ein Yaşmak kann außerdem ein Rechteck aus gewebtem schwarzem Pferdehaar beinhalten, das von oben herunterhängt und das Gesicht bedeckt, genannt peçe. Es kann sich jedoch auch um einen Schleier mit Spitzenbesatz mit Schlitzen für die Augen handeln, der hinten am Kopf mit Schnüren befestigt wird und über der Nase mit einem kleinen Goldstück verziert sein kann.